# Kolonie Ottekampshof

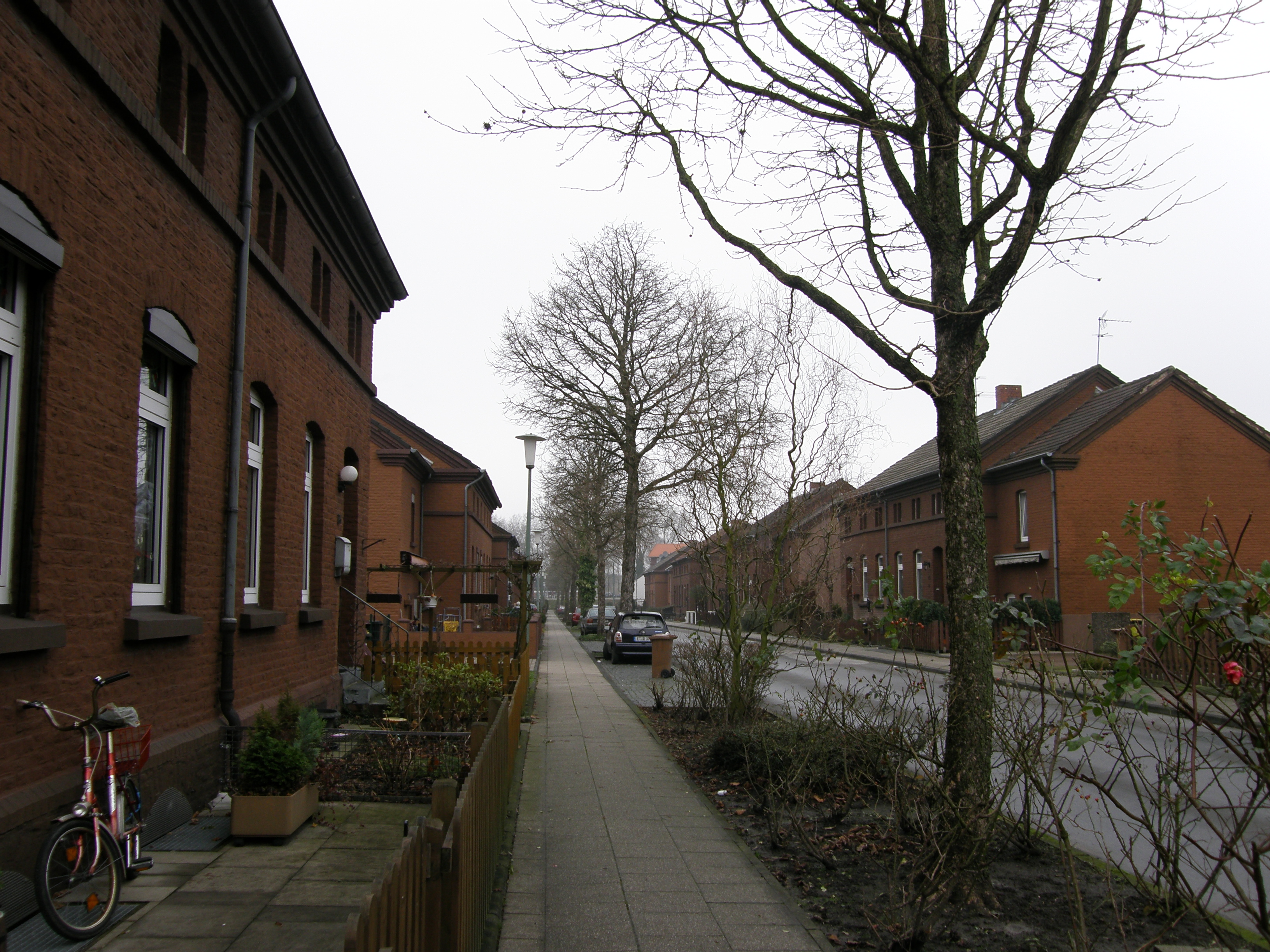
Nienhuser Busch

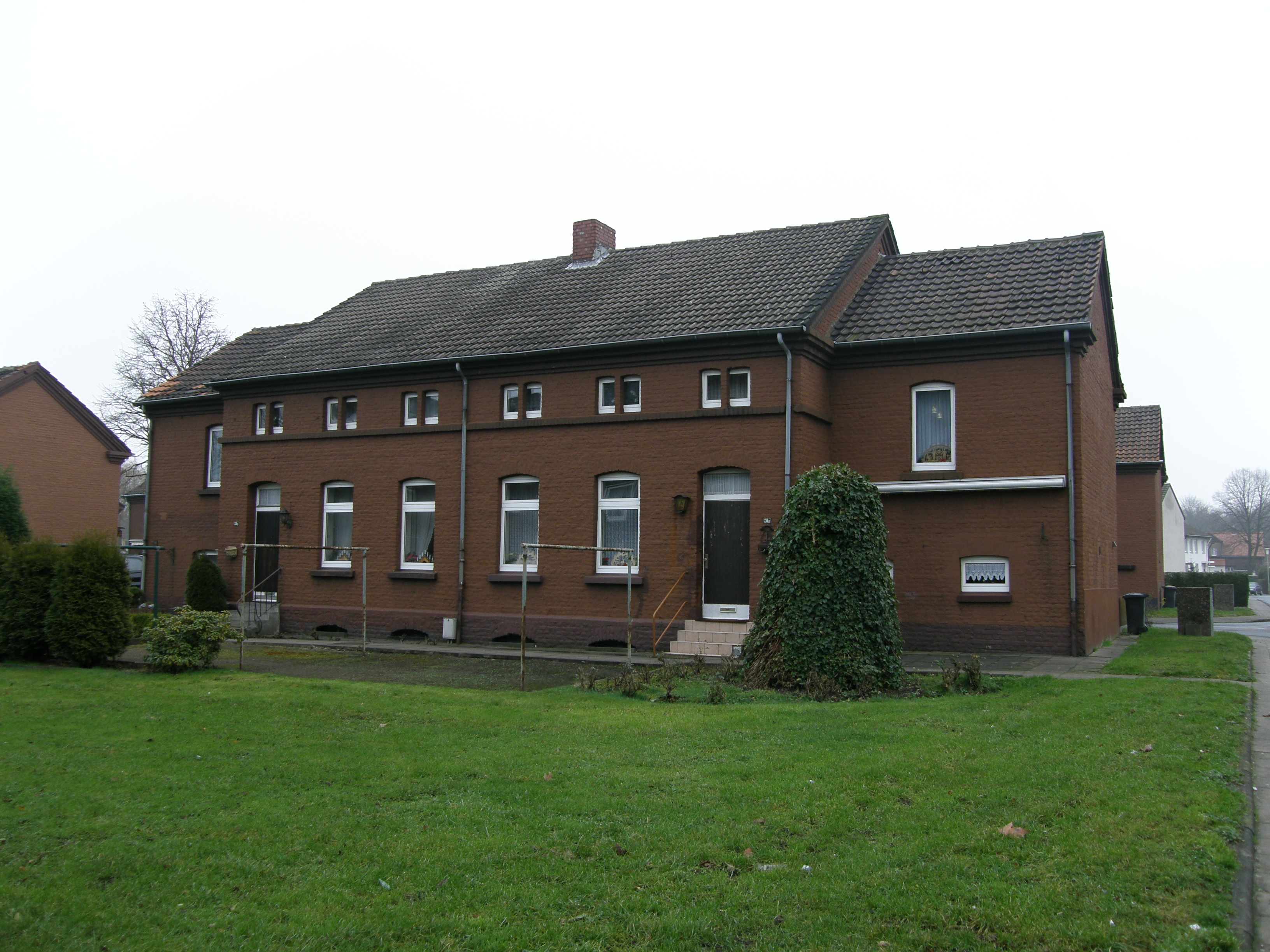
4-Familienhaus von hinten

Die Kolonie Ottekampshof ist eine von drei Zechenkolonie im Essener Stadtteil Katernberg. 

## Geschichte
Der Name Ottekampshof ist von dem Bauern abgeleitet, der seine 52 Morgen Land 1867 für 15.800 Taler an Franz Haniel verkaufte. Nach und nach wurden rund um die Zeche Zollverein die landwirtschaftlichen Flächen aufgekauft und als Baugründe für eine Arbeitersiedlung nach der anderen verwendet. 
Südlich der Schachtanlage 4/5/11 begann 1873 der Bau der zweiten großen Kolonie mit dem Straßenzug Josef-Oertgen-Weg, der nach einem Zechendirektor benannt ist. 1893 bis 1896 wurde der Nienhuser Busch, 1896–1898 der Drokamp bebaut. Diese beiden Straßen geben heute noch den besten Eindruck von der damaligen, strikt an den Bedürfnissen der Bergarbeiter ausgerichteten Siedlungsstruktur. Jede Kolonie war eindeutig einem Schacht zugeordnet und in sich geschlossen aufgebaut. Haus und Grund sollten den Bergmann an die Zeche binden. 
Jedes Haus besteht aus vier Wohneinheiten mit eigenem Eingang, die Wohneinheiten sind 50 bis 60 Quadratmeter groß. Im einheitlichen Straßenbild wurden 1 1/2 oder 1-geschossige Backsteinhäuser, teilweise mit niedrigeren Anbauten an den Giebelseiten errichtet. Die Häuser sind größtenteils mit der Traufseite zur Straße ausgerichtet, nur im Wendehammer des Imbuschwegs auch mit der Giebelseite. Hinter den Häusern befand sich der über 600 m² große Nutzgarten mit Wirtschaftsgebäuden zur Viehhaltung.
Weitere Kolonien sind der Hegemannshof und die Kolonie Zollverein III.